# Alfonso II de Provenza
Alfonso II de Provenza (1180-Palermo (Sicilia), febrero de 1209), fue conde de Provenza y señor de Millau, Gabaldá, Rodez y Carlat, entre 1196 y 1209. Heredó estos dominios de su padre, el rey Alfonso II de Aragón, a su muerte en 1196.
A consecuencia de disputas por el reparto del condado de Forcalquier entre 1202 y 1203, Alfonso II de Provenza luchó contra el conde Guillermo IV, que fue apoyado por muchos señores de la zona, incluido el tío del rey Pedro II de Aragón: el tenente de Cerdaña Sancho de Aragón. Pedro II tuvo que mediar y logró las paces en Aigues Mortes en 1203.
Al año siguiente el rey de Aragón partió a Roma para declararse vasallo de la Santa Sede y mientras, volvieron a surgir los conflictos entre Guillermo IV de Forcalquier y Alfonso II de Provenza, a tal punto este fue hecho prisionero por el de Forcalquier, y de nuevo tuvo que acudir en su ayuda el rey Pedro el Católico, quien en 1205 atacó al conde Guillermo y rescató a su hermano Alfonso.
Murió en 1209 en Palermo cuando acompañaba a su hermana mayor Constanza, que acababa de enviudar del rey de Hungría Emerico, e iba a casarse con el rey de Sicilia (y poco después emperador del Sacro Imperio Romano Germánico) Federico II Hohenstaufen.

## Matrimonios y descendencia
En 1193 contrajo matrimonio con Gersenda de Sabran, hija de Rainiero de Sabran, señor de Caylar y Ansuis, y Garsenda de Forcalquier, sobrina nieta del conde de Forcalquier Guillermo IV. Con Gersenda (que más tarde sería condesa de Forcalquier), tuvo un hijo, Ramón Berenguer V de Provenza, y una hija llamada también Gersenda.

| Predecesor: Alfonso II de Aragón | Conde de Provenza 1196-1209 | Sucesor: Ramón Berenguer V de Provenza |